# Aspbed
Aspbed (auch: Aspbad oder Asppat; mittelpersisch 𐭠𐭮𐭯𐭯𐭲𐭩 ʾsppty aspbed [Inschriftliche Pahlavi], aus altpersisch aspa-pati-, wörtl. „Pferdemeister“, “Kommandant der Kavallerie”) war ein Titel von iranischem Ursprung, der im Partherreich und im Sassanidenreich verliehen wurde.

## Geschichte
Der erste Beleg für das Wort ist ein Ostrakon aus der alten Parther-Stadt Nisa, wo verzeichnet ist: “Tirdat, großer Aspbed, Hauptkommandant der Kavallerie”. Dieses Amt war sehr wahrscheinlich eines der höchsten in der Armee der Parther, die hauptsächlich aus Reitern bestand. Später wurde der Titel für das Amt des „Aspet“ in der armenischen Armee übernommen. Das mächtige Haus Suren, welches das Privileg hatte, den Partherkönig zu krönen, hatte auch zahlreiche Familienmitglieder, die im Besitz des Aspbed-Titels waren.
Der Titel wurde auch noch von den Nachfolgern der Parther, den Sassaniden, verliehen. Das wird belegt durch eine Inschrift von König Schapur I. (reg. 240–270). Dort wird ein gewisser „Peroz“ als Titelinhaber genannt. Der Titel war jedoch nicht mehr so bedeutend wie in der Partherzeit und wandelte sich wahrscheinlich später zum Aswaran-Salar (“Führer der Kavallerie”).
Im Mittelpersischen gibt es einen Beleg auf einem Siegel, welches einem bestimmten Weh-Shapur gehörte, dem Spahbed (𐭮𐭯𐭠𐭧𐭯𐭲) von Chosrau I.